# Raúl Moro
Raúl Moro Prescoli (Abrera, 5 dicembre 2002) è un calciatore spagnolo, attaccante dell'Ajax.

## Caratteristiche tecniche
Di ruolo ala sinistra, cerca spesso la soluzione individuale, dispone di buona corsa, agilità e dribbling.

## Carriera

### Club

#### Gli inizi
È cresciuto nei settori giovanili del CG Manresa, dell'Espanyol e del Barcellona.

#### Lazio
Nel 2019 viene acquistato dalla Lazio. Viene convocato per la prima volta in prima squadra in occasione della sfida del 20 luglio 2020 contro la Juventus. La partita viene persa per 2-1 dal club capitolino ma lui consegue il proprio debutto in Serie A. Nella stagione successiva è poco considerato dall'allenatore Simone Inzaghi, che lo schiera solo nell'ultima partita di campionato contro il Sassuolo.
Nella stagione 2021-2022, con l'arrivo di Maurizio Sarri sulla panchina della Lazio, viene aggregato in maniera definitiva alla prima squadra ed inizia ad essere schierato con una certa continuità. Il 23 settembre 2021 viene schierato titolare per la prima volta in serie A, nella sfida contro il Torino terminata 1 a 1. il 30 settembre successivo fa il suo esordio in una competizione UEFA, entrando in campo al minuto 74 al posto di Pedro nella partita contro la Lokomotiv Mosca di Europa League, vinta dai biancocelesti 2 a 0. Da metà della stagione però, non viene più utilizzato, complice anche un'aggressione subita durante un tentativo di rapina ai suoi danni, con conseguenze fisiche e soprattutto psicologiche. Nel finale di stagione viene riaggregato alla squadra Primavera, impegnata nei Play-off di Primavera 2, dove viene schierato titolare in entrambe le sfide contro il Brescia, che hanno visto eliminati i giovani aquilotti, segnando anche un gol nella gara di ritorno. Termina l'annata collezionando 18 presenze tra tutte le competizioni in prima squadra.

#### Prestiti alla Ternana e al Real Oviedo
Il 23 agosto 2022 viene ceduto in prestito alla Ternana. Quattro giorni dopo fa subito il suo esordio nel campionato di serie B nella sconfitta per 4-1 in casa del Modena. L'8 ottobre segna il suo primo gol tra i professionisti nel successo per 3-0 sul Palermo.
Il 25 gennaio 2023 fa rientro anticipatamente dal prestito e conseguentemente viene ceduto in prestito agli spagnoli del Real Oviedo, dove termina la stagione collezionando 16 presenze in Segunda División, senza segnare reti.

#### Real Valladolid
Il 17 luglio 2023, Moro viene ceduto al Real Valladolid, nella seconda serie spagnola, con la formula del prestito con diritto di riscatto, convertibile in obbligo al raggiungimento di determinati obiettivi. Lungo la stagione, mette a referto due reti e quattro assist in 30 presenze, contribuendo alla promozione del club in Liga. Il 30 giugno 2024, viene ufficialmente riscattato dai Blanquivioletas per circa due milioni di euro, firmando un contratto quadriennale con il club.
Ajax
Il 15 luglio 2025 viene ufficializzato il suo passaggio all'Ajax, firmando un contratto valido fino al 2030.

### Nazionale
Ha giocato con le nazionali giovanili spagnole Under-17, Under-18 ed Under-21.

## Statistiche

### Presenze e reti nei club
Statistiche aggiornate al 21 giugno 2025.
| Stagione               | Squadra                | Campionato             | Campionato | Campionato | Coppe nazionali | Coppe nazionali | Coppe nazionali | Coppe continentali | Coppe continentali | Coppe continentali | Altre coppe | Altre coppe | Altre coppe | Totale | Totale |
| Stagione               | Squadra                | Comp                   | Pres       | Reti       | Comp            | Pres            | Reti            | Comp               | Pres               | Reti               | Comp        | Pres        | Reti        | Pres   | Reti   |
| ---------------------- | ---------------------- | ---------------------- | ---------- | ---------- | --------------- | --------------- | --------------- | ------------------ | ------------------ | ------------------ | ----------- | ----------- | ----------- | ------ | ------ |
| 2019-2020              | Lazio                  | A                      | 1          | 0          | CI              | -               | -               | UEL                | -                  | -                  | SI          | -           | -           | 1      | 0      |
| 2020-2021              | Lazio                  | A                      | 1          | 0          | CI              | -               | -               | UCL                | -                  | -                  | -           | -           | -           | 1      | 0      |
| 2021-2022              | Lazio                  | A                      | 11         | 0          | CI              | 2               | 0               | UEL                | 5                  | 0                  | -           | -           | -           | 18     | 0      |
| ago. 2022              | Lazio                  | A                      | 0          | 0          | CI              | -               | -               | UEL                | -                  | -                  | -           | -           | -           | 0      | 0      |
| Totale Lazio           | Totale Lazio           | Totale Lazio           | 13         | 0          |                 | 2               | 0               |                    | 5                  | 0                  |             | 0           | 0           | 20     | 0      |
| 2022-gen. 2023         | Ternana                | B                      | 12         | 1          | CI              | -               | -               | -                  | -                  | -                  | -           | -           | -           | 12     | 1      |
| gen.-giu. 2023         | Real Oviedo            | SD                     | 16         | 0          | CR              | -               | -               | -                  | -                  | -                  | -           | -           | -           | 16     | 0      |
| 2023-2024              | Real Valladolid        | SD                     | 30         | 2          | CR              | 1               | 0               | -                  | -                  | -                  | -           | -           | -           | 31     | 2      |
| 2024-2025              | Real Valladolid        | PD                     | 33         | 4          | CR              | 1               | 1               | -                  | -                  | -                  | -           | -           | -           | 34     | 5      |
| Totale Real Valladolid | Totale Real Valladolid | Totale Real Valladolid | 63         | 6          |                 | 2               | 1               |                    | -                  | -                  |             | -           | -           | 65     | 7      |
| Totale carriera        | Totale carriera        | Totale carriera        | 104        | 7          |                 | 4               | 1               |                    | 5                  | 0                  |             | 0           | 0           | 113    | 8      |

### Cronologia presenze e reti in nazionale
| Cronologia completa delle presenze e delle reti in nazionale ― Spagna under 21 | Cronologia completa delle presenze e delle reti in nazionale ― Spagna under 21 | Cronologia completa delle presenze e delle reti in nazionale ― Spagna under 21 | Cronologia completa delle presenze e delle reti in nazionale ― Spagna under 21 | Cronologia completa delle presenze e delle reti in nazionale ― Spagna under 21 | Cronologia completa delle presenze e delle reti in nazionale ― Spagna under 21 | Cronologia completa delle presenze e delle reti in nazionale ― Spagna under 21 | Cronologia completa delle presenze e delle reti in nazionale ― Spagna under 21 |
| Data                                                                           | Città                                                                          | In casa                                                                        | Risultato                                                                      | Ospiti                                                                         | Competizione                                                                   | Reti                                                                           | Note                                                                           |
| ------------------------------------------------------------------------------ | ------------------------------------------------------------------------------ | ------------------------------------------------------------------------------ | ------------------------------------------------------------------------------ | ------------------------------------------------------------------------------ | ------------------------------------------------------------------------------ | ------------------------------------------------------------------------------ | ------------------------------------------------------------------------------ |
| 8-10-2021                                                                      | Siviglia                                                                       | Spagna under 21                                                                | 3 – 2                                                                          | Slovacchia under 21                                                            | Qual. Europeo Under-21 2023                                                    | -                                                                              | 46’                                                                            |
| 10-9-2024                                                                      | Kecskemét                                                                      | Ungheria under 21                                                              | 0 – 1                                                                          | Spagna under 21                                                                | Qual. Europeo Under-21 2025                                                    | -                                                                              | 83’                                                                            |
| 10-10-2024                                                                     | La Línea de la Concepción                                                      | Spagna under 21                                                                | 4 – 3                                                                          | Kazakistan under 21                                                            | Qual. Europeo Under-21 2025                                                    | -                                                                              | 59’                                                                            |
| 15-10-2024                                                                     | Algeciras                                                                      | Spagna under 21                                                                | 6 – 0                                                                          | Malta under 21                                                                 | Qual. Europeo Under-21 2025                                                    | -                                                                              | 59’                                                                            |
| 15-11-2024                                                                     | La Línea de la Concepción                                                      | Spagna under 21                                                                | 0 – 0                                                                          | Inghilterra under 21                                                           | Amichevole                                                                     | -                                                                              | 46’                                                                            |
| 19-11-2024                                                                     | Albacete                                                                       | Spagna under 21                                                                | 2 – 1                                                                          | Danimarca under 21                                                             | Amichevole                                                                     | -                                                                              | 46’                                                                            |
| 25-3-2025                                                                      | Darmstadt                                                                      | Germania under 21                                                              | 3 – 1                                                                          | Spagna under 21                                                                | Amichevole                                                                     | -                                                                              | 75’                                                                            |
| 6-6-2025                                                                       | Alcorcón                                                                       | Spagna under 21                                                                | 0 – 1                                                                          | Ucraina under 21                                                               | Amichevole                                                                     | -                                                                              | 46’                                                                            |
| 11-6-2025                                                                      | Bratislava                                                                     | Slovacchia under 21                                                            | 2 – 3                                                                          | Spagna under 21                                                                | Europeo Under-21 2025 - 1º turno                                               | -                                                                              | 66’                                                                            |
| 14-6-2025                                                                      | Bratislava                                                                     | Spagna under 21                                                                | 2 – 1                                                                          | Romania under 21                                                               | Europeo Under-21 2025 - 1º turno                                               | -                                                                              | 45’                                                                            |
| 17-6-2025                                                                      | Trnava                                                                         | Spagna under 21                                                                | 1 – 1                                                                          | Italia under 21                                                                | Europeo Under-21 2025 - 1º turno                                               | -                                                                              | 90’                                                                            |
| 21-6-2025                                                                      | Trnava                                                                         | Spagna under 21                                                                | 1 – 3                                                                          | Inghilterra under 21                                                           | Europeo Under-21 2025 - Quarti di finale                                       | -                                                                              | 57’                                                                            |
| Totale                                                                         |                                                                                | Presenze                                                                       | 12                                                                             |                                                                                | Reti                                                                           | 0                                                                              |                                                                                |

## Palmarès

### Individuale
- Capocannoniere della Coppa Italia Primavera: 1

2020-2021 (6 gol)